# 古希腊教育
教育在古希腊生活中，自从创建城邦直到希腊化时期和罗马统治时期，一直扮演重要的角色。
古希腊教育起源于荷马时代的贵族化传统，在公元前5世纪受到诡辩家、柏拉图和伊索克拉底的影响，大大地民主化。在希腊化时期，体育馆的教育被认为是分享希腊文化的先决条件。

## 雅典的公民
在雅典，青少年需要通过一年两次的训练，以成为公民，称为ephebeia。公元前338年凯罗尼亚战役之后，莱克格斯进行了一项重大改革，ephebeia成为所有雅典人成为公民的必需。历史学家们对于是否意见并不一致 有金权政治（timocracy）标准 for acceptance in the body of the ephebes in any of the phases of the institution. 除了莱克格斯的证据,没有 such information 关于the time c. 325 在Constitution of the Athenians的相关章节

## 男人与男孩之爱
古希腊教育一个不容忽视的方面，是亲密的人际关系，古希腊男人与男孩之爱。男人与男孩之爱的重要性是由于教育是由教师提供，因此，年轻男子的道德形成依赖于他的爱人（erastes）。在15-18岁，与成年男子的同性之爱，作为争的卓越领域，有关于传统的英雄教育。女性之间的同性恋教育关系仅限于私人俱乐部内，例如在萨福周围的那所。

## 斯巴达
古希腊普通教育制度的最著名的例外，是一个一直持续到罗马时期的城邦——斯巴达，男孩和女孩同样要接受严格的军事化的斯巴达教育训练制度（始于公元前6世纪）。

### 引用
1. 1 2  Lycurgus, Against Leocrates, LXXVI
2. ↑  Aristoteles, Constitution of the Athenians，XLII